# 2165 Young
2165 Young è un asteroide della fascia principale. Scoperto nel 1956, presenta un'orbita caratterizzata da un semiasse maggiore pari a 3,1311513 UA e da un'eccentricità di 0,1720734, inclinata di 0,94437° rispetto all'eclittica.
L'asteroide è stato intitolato all'astrofisico statunitense Charles Augustus Young (1834-1908) su proposta di Frank K. Edmondson.